# Заслужений гірник України
Заслужений гірник України — державна нагорода України — почесне звання України, що надається Президентом України відповідно до Закону України «Про державні нагороди України» після набрання чинності з 1 січня 2011 року Закону України «Про внесення зміни до статті 10 Закону України „Про державні нагороди України“» від 20 січня 2010 року № 1815-VI.
За станом на 31 грудня 2024 року, Президентом України ще не встановлені підстави для присвоєння почесного звання «Заслужений гірник України» та не внесені відповідні зміни до положення про почесні звання України, затвердженого Указом № 476/2001 від 29 червня 2001 року.

## Нагородження
- 24 серпня 2012 року почесне звання «Заслужений гірник України» було вперше присвоєно Андрію Павловичу Дяченку — заступникові генерального директора державного підприємства «Львіввугілля» та Миколі Володимировичу Пономарьову — директорові державного підприємства «Антрацит» (Луганська область).[2]
- 22 серпня 2013 року звання було присвоєно Петру Васильовичу Барану — прохідникові відокремленого підрозділу «Шахта „Великомостівська“» державного підприємства «Львіввугілля» та Вадиму Вікторовичу Подольному — гірникові очисного забою відокремленого підрозділу «Шахта „Комсомольська“» державного підприємства «Антрацит» (Луганська область).[3]
- 30 серпня 2015 року звання було присвоєно Ількевичу Юрію Володимировичу — головному механікові відокремленого підрозділу «Шахта „Степова“» державного підприємства «Львіввугілля» та Леню Андрію Миколайовичу — машиністові відокремленого підрозділу «Шахта «Межирічанська»» державного підприємства «Львіввугілля».[4]
- 24 серпня 2017 року звання було присвоєно Мельнику Володимиру Васильовичу — машиністові бурової установки акціонерного товариства «Південний гірничо-збагачувальний комбінат» (Дніпропетровська область) та Трояну Андрію Адамовичу — головному механікові рудника № 4 державного підприємства «Артемсіль» (Донецька область).[5]
- 23 серпня 2018 року звання було присвоєно Котенку Леоніду Олександровичу — машиністові рудника № 7 державного підприємства «Артемсіль» (Донецька область).[6]
- 19 липня 2019 року звання було присвоєно Коняєву Геннадію Євгенійовичу — гірникові очисного забою дільниці шахти «Тернівська» акціонерного товариства «Криворізький залізорудний комбінат» (Дніпропетровська область) та Ярмолюку Олександру Олександровичу — гірникові очисного забою відокремленого підрозділу «Шахта „Лісова“» державного підприємства «Львіввугілля».[7]
- 23 серпня 2019 року звання було присвоєно Яремчуку Володимиру Ігоровичу — електрослюсареві підземному відокремленого підрозділу "Шахта «Великомостівська» державного підприємства «Львіввугілля» (Львівська область).[8]
- 17 липня 2020 року звання було присвоєно Бритченку Олександру Леонідовичу — машиністові гірничих виїмкових машин рудника державного підприємства «Артемсіль» (Донецька область).[9]
- 21 серпня 2020 року звання було присвоєно Ковальову Сергію Вікторовичу — електрослюсареві рудника № 1,3 державного підприємства «Артемсіль» (Донецька область).[10]
- 29 серпня 2020 року звання було присвоєно Хапку Володимиру Михайловичу — механікові підземної дільниці відокремленого підрозділу "Шахта «Червоноградська» державного підприємства «Львіввугілля» (Львівська область).[11]